# Poldernederlands
El poldernederlands és una varietat del neerlandès de recent aparició on els diftongs /ei/ o /ij/ ([ɛɪ]), /ui/ ([œy]) i /ou/ ([ʌu]) són pronunciats de manera més oberta, tot acostant-se als sons que en neerlandès estàndard són escrits com a /aai/ ([a:i]), /ou/ ([ʌu]) i /aau/ ([a:u]).

## Origen
Aquest terme, que en neerlandès significa "neerlandès del pòlder" fou inventat pel sociolingüista Jan Stroop. El descriu com una desviació subconscient respecte al parlar estàndard.
Aquest fenomen es dona arreu dels Països Baixos, però sobretot entre les dones joves amb una alta preparació acadèmica. Stroop ho explica com un resultat de llur emancipació. Altra gent però, hi veu una influència de l'anglès, sobretot pel que fa a /ij/, que amb el poldernederlands sona com en anglès (i sovint s'escriu gairebé igual. Exemple: bij=bÿ~by. Per a més informació vegeu IJ).

## Futur
Stroop pronostica que el poldernederlands acabarà substituint l'actual parlar estàndard, arran del fet que la quitxalla adopta sobretot el parlar de la mare. A més, tant les escoles bressol com els parvularis neerlandesos tenen sovint com a personal dones joves (i per tant parlants de poldernederlands; gairebé enterament les menors de 40 anys), que també transmetrà aquest model de llengua a la mainada.

## Crítiques
El concepte de poldernederlands compta amb crítics, que assenyalen que aquest fenomen vocàlic no és nou. L'allargament dels diftongs és típic del dialecte holandès, on encara es manté. Tanmateix no començà a estendre's fins als anys 60, dècada de canvis socials i trencament d'antigues normes de comportament al país.